# 824 Anastasia
Anastasia (asteróide 824) é um asteróide da cintura principal com um diâmetro de 34,14 quilómetros, a 2,4234285 UA. Possui uma excentricidade de 0,1328303 e um período orbital de 1 706,42 dias (4,67 anos).
Anastasia tem uma velocidade orbital média de 17,81679932 km/s e uma inclinação de 8,11508º.
Esse asteróide foi descoberto em 25 de Março de 1916 por Grigory Neujmin.